# Іванків (заказник)
Іва́нків — ботанічний заказник місцевого значення в Україні. Розташований у межах Коломийського району Івано-Франківської області, на околиці села Троїця. 
Площа 15 га. Статус надано згідно з рішенням облвиконкому від 19.07.1988 року № 128. Перебуває у віданні Заболотівської селищної громади. 
Статус надано з метою збереження місць зростання цінних угруповань лучних та лісових рослин. Серед залишків листяного лісу зростають: любка дволиста, билинець довгоногий, лілія лісова, цибуля ведмежа — види, занесені до Червоної книги України.